# Exira
Cet article concerne une ville de l'Iowa, pour le township voir Exira Township
Exira est une ville du comté d'Audubon, en Iowa, aux États-Unis. Il s'agit de la plus ancienne ville du comté : elle est fondée en 1857 et incorporée le 13 décembre 1880. La ville est nommée en l'honneur d'Exira Eckman, la fille du juge John Eckman de l'Ohio, qui a accepté d'acheter un grand nombre de propriétés dans la ville si celle-ci portait le nom de sa fille.

## Source de la traduction
- (en) Cet article est partiellement ou en totalité issu de l’article de Wikipédia en anglais intitulé « Exira, Iowa » (voir la liste des auteurs).